# Friedrich Wilhelm von Kyaw (Generalleutnant, 1708)
Freiherr Friedrich Wilhelm von Kyaw (* 22. Januar 1708 in Pirna; † 30. März 1759 in Schweidnitz) war ein preußischer Generalleutnant.

## Leben

### Herkunft
Kyaw war Sohn des königlich polnischen Generalmajors Joachim Bernhard von Kyaw und der Erdmuthe Dorothea von Schönberg.

### Militärkarriere
Seine Erziehung übernahm sein gleichnamiger Oheim Friedrich Wilhelm von Kyaw auf der Festung Königstein. Unter anderem wurde er dort von hervorragenden Staatsgefangenen unterrichtet. 1724 ging er für dreieinhalb Jahre nach Wittenberg und Halle und besuchte dort Vorlesungen von Nikolaus Hieronymus Gundling und Justus Henning Böhmer. Nach dieser Zeit unternahm er mehrere Reisen nach Wien, Ungarn, in die Niederlande und Frankreich.
Bei seiner Rückkehr nach Hause wurde er vom polnischen König August dem Starken zum Leutnant der reitenden Trabanten ernannt. Es folgten weitere Reisen bis nach Neapel und ein Besuch am Vesuv. 1733 wurde er zum Rittmeister, 1734 zum Major befördert. Nach mehreren kleinen Kriegstaten entsandte man ihn 1737 mit kursächsischen Hilfstruppen zum kaiserlichen Heer in Ungarn gegen die Türken. Dort ernannte man ihn zum Kommandanten eines Kürassierregiments und zum Oberstleutnant. Nach dem Frieden von Belgrad kehrte er im September 1739 nach Hause in die Oberlausitz zurück.
Nach dem Regierungsantritt Friedrich des Großen wechselte Kyaw in preußische Dienste. Er wurde zum Oberst und Kommandanten des Dragonerregiments Nassau ernannt und erwarb während des Ersten Schlesischen Krieges den Orden Pour le Mérite, als er mit 80 Dragonern den Pass bei Nappa-Gödel in Mähren verteidigte. In der darauf folgenden Friedenszeit ernannte man ihn 1743 zum Generalmajor und Kommandanten des Waldow’schen Reiterregiments.
Im September 1744 kämpfte er im Zweiten Schlesischen Krieg vor Prag, mit zwei Kürassierregimenten bei Hohenfriedberg im Juni 1745, als Kommandant der Kavallerie bei Soor im September 1745 und mit vier Regimenten bei Kesselsdorf im Dezember 1745. Der preußische König ernannte Kyaw am 30. Mai 1750 zum Amtshauptmann von Potsdam und am 5. Januar 1752 zum Generalleutnant, gleichzeitig wurde ihm der Schwarze Adlerorden im September verliehen.
Im Siebenjährigen Krieg kämpfte er in der Schlacht bei Lobositz im Oktober 1756 und im Mai 1757 in der Schlacht bei Prag. Nach einer heftigen Erkrankung schloss er sich dem Herzog von Bevern an und übernahm die Leitung der Kavallerie in der Schlacht bei Breslau im November 1757. Nach der Gefangennahme des Herzogs erhielt er als ranghöchster Offizier den Oberbefehl über die Truppe. Gegen den Befehl König Friedrichs II. verließ er mit der Truppe das bedrohte Breslau, welches daraufhin kapitulierte und von den Habsburgern eingenommen wurde. Ein Kriegsgericht verurteilte Kyaw zu sechs Monaten Festungshaft in Glogau und später in Schweidnitz.
Kurz vor seinem Tod besuchte der preußische König Kyaw noch einmal persönlich.

### Familie
Am 22. Mai 1748 heiratete Kyaw die Reichsgräfin Helene von Sobeck († 1781), Tochter des Landeshauptmann der Fürstentümer Oppeln und Ratibor des Grafen Karl Heinrich von Sobek. Sie die Witwe des Freiherren Gottlieb von Trach, nach dem Tod ihres zweiten Mannes heiratete sie Freiherr Nikolaus Franz von Weichs.